# Beni Ouamar
Ath Ouamar (l'appellation officielle est Béni Ouamar): est un village de Kabylie de la commune des Ath Melikeche (Beni Mellikeche) de la wilaya de Béjaïa en Algérie.
A priori, le village doit son appellation au saint local dit Sidi LHadj Amer qui d'ailleurs a son tombeau vers la sortie du village[Thaqeravth N'Si Lhadj Amer]. Les lieux dits les terres [ayla] de Sidi Lhadj Amer sont historiquement sacrés, puisque ceux-ci contiennent le mausolée au sein duquel est enterré le saint ainsi que le cimetière qui a eu entre autres honneurs d'avoir accueilli en son sein les dépouilles les révolutionnaires de l'insurrection populaire de 1857 dont la fameuse alliance Fadhma N'Soumer et Boubaghla. Effectivement, le gros contingent de l'armée de Boubaghla ayant pris part à [Lguira Icharidhen] La bataille d 'Icharidhen fut fourni par la tribu des Ath Mellikeche. Celle ci est connue pour être le bastion de redoutables et farouches guerriers. Aussi le village a eu sa part de malheurs durant la révolution de 54 avec plusieurs centaines de glorieux martyrs dont les noms sont portés sur le mémorial érigé en leur honneur au chef lieu de la commune "Agwni Gwerwaz".